# RökFlöte
RökFlöte è il ventitreesimo album in studio del gruppo musicale britannico Jethro Tull, pubblicato il 21 aprile 2023 dalla Inside Out Music.

## Descrizione
Il disco è ispirato alla mitologia norrena ed è stato registrato nel 2022.
Il primo singolo estratto dall'album è stato Ginnungagap, pubblicato il 20 gennaio 2023 insieme al relativo video musicale.
Il 22 febbraio esce il secondo singolo, The Navigators.
Il 5 aprile esce il terzo singolo Hammer On Hammer.
Il 17 novembre 2022, sulla pagina Facebook dei Jethro Tull, Ian Anderson annunciò che stavano lavorando al loro prossimo album in studio, che sarebbe stato pubblicato nella primavera del 2023, affermando che Bruce Soord di The Pineapple Thief aveva appena finito il Surround Sound Mix e l'Alternate Stereo Mix dell'album. L'album ruota principalmente attorno ai personaggi, ai ruoli e alle principali divinità del paganesimo nordico. Il titolo del disco deriva da "Rock Flute", poiché l'idea originale era quella di realizzare un album di musica prevalentemente strumentale per flauto. Anderson dichiarò di essere stato attratto dalla frase Ragnarök, dove "rök" significa destino, corso o direzione, e di aver quindi modificato "Flute" in "Flöte" per "mantenere l'ortografia". L'album viene pubblicato come doppio LP, CD e Bluray, oltre a un'edizione deluxe con bonus demo, un'intervista con Ian Anderson e una bonus track.

## Tracce
1. Voluspo – 3:43
2. Ginnungagap – 3:49
3. Allfather – 2:46
4. The Feathered Consort – 3:40
5. Hammer On Hammer – 3:09
6. Wolf Unchained – 4:58
7. The Perfect One – 3:51
8. Trickster (And The Mistletoe) – 3:01
9. Cornucopia – 3:53
10. The Navigators – 3:24
11. Guardian's Watch – 3:30
12. Ithavoll – 4:00

## Formazione
- Ian Anderson – flauto concerto e contralto, flauto d'amore, pemperino, voce
- Joe Parrish-James – chitarre elettriche e acustiche, mandolino
- David Goodier – basso
- John O'Hara – pianoforte, tastiere, organo Hammond
- Scott Hammond – batteria
- Unnur Birna - voce (tracce 1, 12)